# Allan Barnes

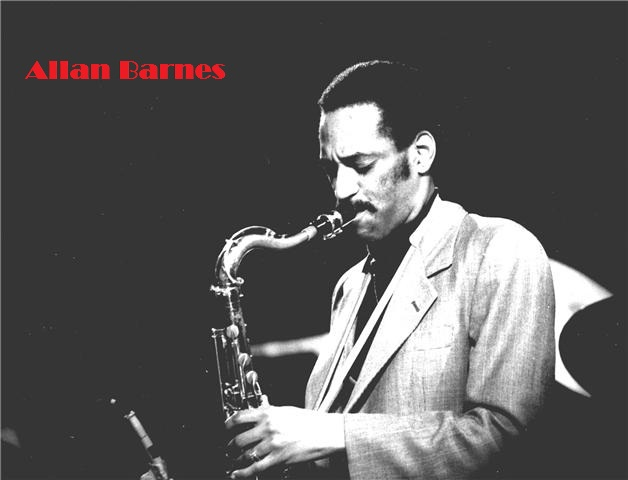
Allan Barnes (1981)

Allan Curtis Barnes (* 27. September 1949 in Detroit; † 25. Juli 2016 ebenda) war ein US-amerikanischer Jazzmusiker. Er spielte Saxophon, Flöte und Klarinette.

## Kindheit und Jugend
Barnes erhielt seine erste musikalische Ausbildung von seinen beiden Onkeln, den Musikern Joe und Robert Barnes. 1967 trat Barnes in die Armee der Vereinigten Staaten ein und wurde an der U.S. Naval School of Music ausgebildet. Nach dem Ausbildungsjahr wurde er in Vietnam in einer Army Band eingesetzt.

## Musikalischer Werdegang
Nachdem er 1970 aus der Armee entlassen worden war, ging Barnes zurück nach Detroit. Er wurde von dem Trompeter Donald Byrd entdeckt, der Barnes ermutigte an der Howard University in Washington, D.C. Musik zu studieren und mit Byrds neuer Band, The Blackbyrds, zusammen zu spielen. Barnes schrieb zwei der Songs des Albums: Summer Love und The Blackbirds Theme. Das zweite Album der Band, Flying Start, enthielt die Hit-Single Walking in Rhythm, bei der Barnes auf der Flöte zu hören ist.
Anschließend gründete Barnes seine eigene Band, Allan Barnes and Primetime. Außerdem spielte und machte er Aufnahmen mit zahlreichen Künstlern, darunter Prince, Gil Scott-Heron, Nina Simone, Robert Guillaume, Mary Wilson, Martha Reeves, Regina Carter und Wilson Pickett.
Während seiner Karriere arbeitete Barnes auch mit dem Singer und Songwriter John Malone zusammen und hatte mit ihm eine Single, Disco Dancin, auf dem ersten gemeinsamen Album Taste of Honey.  Er schrieb Musik für Werbespots gemeinsam mit Larry King, Brenda Sykes, Sugar Ray Leonard, Leslie Nielsen und Muhammad Ali.  Barnes hat die PBS-Show Jazzland initiiert und moderiert. Im Film Bird (1988) von Clint Eastwood hatte er einen Cameo-Auftritt.
In späteren Jahren gründete er die Band Peaceful Warriors, mit den Bandmitgliedern Cliff Monear, Marion Hayden, Rayse Biggs, Sunny Wilkinson und Gayelynn McKinney.
Von 2007 an war Barnes ein häufiger Mitspieler in der Detroiter Funk-Hip-Hop-Band Gorilla Funk Mob. Barnes wirkte auf dem Album Rebirth of Detroit (2012) mit, zusammen mit einer breiten Palette von Hip-Hop-Künstlern aus Detroit, die alle über Beats des legendären Produzenten J Dilla spielten.

## Tod
Allen Barnes starb am 25. Juli 2016 in Detroit im Alter von 66 Jahren an den Folgen eines Herzinfarktes.

## Diskografische Hinweise
| Album                                             | Song                            | Label                | Jahr |
| ------------------------------------------------- | ------------------------------- | -------------------- | ---- |
| Do It Fluid/Summer Love                           | Summer Love                     | Fantasy              | 1974 |
| Flying Start                                      | Blackbyrds’ Theme/April Showers | Fantasy              | 1974 |
| The Blackbyrds                                    | Summer Love                     | BGP Records          | 1974 |
| A Taste of Honey                                  | Disco Dancin’                   | Capitol Records      | 1978 |
| Boogie Oogie Oogie/Disco Dancin’                  | Disco Dancin’                   | Capitol Records      | 1978 |
| Night Grooves                                     | Gut Level/Walkin’ in Rhythm     | Fantasy Records      | 1978 |
| It’s Cold Out Here                                | Jungle Records                  |                      | 1989 |
| Jazz Dance Classics, Vol. 2                       | The Runaway                     | Luv N' Haight        | 1993 |
| Hip City                                          | Moonstruck                      | Luv N' Haight        | 1994 |
| The Blackbyrds/Flying Start                       | BGP Records                     |                      | 1994 |
| The Blackbyrds                                    | Fantasy                         |                      | 1996 |
| Beauty in the Boogie                              | Disco Dancin’                   | EMI Records          | 1997 |
| Fresh Outta "P" University                        | WEA                             |                      | 1997 |
| As Time Goes By                                   | Virgin Records America          |                      | 1999 |
| Programmed                                        | People Make the World Go Round  | Talkin' Loud         | 1999 |
| The Detroit Experiment                            | Think Twice, Revelation         | Ropeadope Records    | 2002 |
| Movement - Detroit’s Electronic Music Festival 04 | Transmat                        |                      | 2004 |
| Funky Grooves                                     | Disco Dancin’                   | Disky                | 2006 |
| Happy Music: The Best of the Blackbyrds           | Blackbyrd’s Theme               | Fantasy              | 2007 |
| Lovebyrds: Soft and Easy                          | April Showers, Summer Lovin’    | Fantasy              | 2007 |
| A Pipe Dream and a Promise (CD)                   | A Pipe Dream and a Promise      | Interdependent Media | 2009 |
| Time Has Come/Blackbyrds’ Theme (7")              | Blackbyrds’ Theme               | BackFire Records     | 2009 |